# Penalva uniformis
Penalva uniformis is een rechtvleugelig insect uit de familie Anostostomatidae. De wetenschappelijke naam van deze soort werd voor het eerst geldig gepubliceerd in 1928 door Heinrich Hugo Karny.